# Mycomyiella irwini
Mycomyiella irwini är en tvåvingeart som beskrevs av Vaisanen 1994. Mycomyiella irwini ingår i släktet Mycomyiella och familjen svampmyggor. Inga underarter finns listade i Catalogue of Life.